# Mysłaki
Mysłaki (dawna nazwa niem. Prägsden) – wieś w Polsce położona w województwie warmińsko-mazurskim, w powiecie ostródzkim, w gminie Miłakowo.
Miejscowość leży na północny wschód od jeziora Wuksniki.
W latach 1975–1998 miejscowość administracyjnie należała do województwa olsztyńskiego. Miejscowość leży w historycznym regionie Prus Górnych.
Wieś wzmiankowana w dokumentach z roku 1305, jako wieś pruska na 10 włókach. Pierwotna nazwa Koytebrickyte wywodzi się od imienia Prusa - Koyta oraz słowa broekede oznaczającego most. W roku 1782 we wsi były 4 domy (dymy), natomiast w 1858 w 3 gospodarstwach domowych było 29 mieszkańców. W latach 1937–39 było tu 95 mieszkańców. 
W roku 1973 wieś Mysłaki oraz majątek Mysłaki Małe należały do powiatu morąskiego, gmina i poczta Miłakowo.